# PUI PUI モルカー
『PUI PUI モルカー』（プイプイ モルカー）は、日本のテレビアニメ作品。
モルモットの車「モルカー」の日常を描いたストップモーションアニメであり、作中には羊毛フェルトで作られたモルカーやジオラマ用の人形が登場するほか、実写の人間が登場する場面もある。
第1期はテレビ東京系列『きんだーてれび』にて2021年1月5日から3月23日まで毎週火曜日に放送された。
2022年10月8日から12月24日まで第2期『PUI PUI モルカー DRIVING SCHOOL』がテレビ東京『イニミニマニモ』枠（関東ローカル）にて放送された。

## 制作
短編ストップモーションアニメの制作で知られる見里朝希が監督を務めており、同作が初めてのテレビシリーズの監督となる。
見里は公式ウェブサイトのインタビューの中で、これまでは基本的に自分一人で制作してきたが、全12話のテレビシリーズということもあって初めて複数人で制作したことを明かしている。本作の制作には、『ポプテピピック』に参加した小野ハナらが参加した。
見里は前述のインタビューの中で、「1本2分40秒という決められた長さの中で、物語をいかにして展開するかについて思い悩んだ」と振り返っている。また、今後様々な種類のモルカーが活躍してほしいという想いから、回によって主人公が異なるオムニバス形式が取られた。
制作に当たっては、ストップモーションならではの手作り感のある手法も取り入れられており、たとえば劇中に登場する木の葉は毛糸で作られたほか、ビームや爆発は懐中電灯と綿を組み合わせている。撮影に使われたモルカー人形の実寸はジオラマ人形の大きさから逆算したサイズで、平均で横幅が6cm、高さが6 - 7cm、奥行が9 - 10cmとなっている。羊毛フェルト製の表皮の内部には足（車輪）や耳のポージング用に針金が仕込まれている。
現実世界の車がモルモットになったというコンセプトで制作されている。モルモットの車というアイデアは、監督の見里がモルモットを飼っていたことや2019年ごろあおり運転が話題になっていたことから、もしも車がモルモットなら癒やされるだろうと考えたことに由来する。「モルカー」は人間に使役される存在ではあるものの、意思を持っているという設定があり、見里はインタビューの中で「人に流されやすい社会に対して、自分の意思で行動することの楽しさや大切さも伝えたいです。」と話している。視聴者が感情を想像できる余地を与えるため、「モルカー」は、モルモットらしさを第一にデザインされており、記号的ではっきりとした顔の表情はない。また、見里はモルカーのフォルムは黄金比になっていると語っている。
「モルカー」には台詞がなく、代わりに収録された本物のモルモット（見里家で飼っているモルモット「つむぎ」。つむぎ自身も第11話「タイムモルカー」に実写で出演している）の鳴き声が用いられている。
また、作中の世界観に現実味を与えるため、モルカーの車内にいる人間の場面は、人間をコマ撮りするピクシレーションという手法で収録された。
制作には約1年半が掛かっている。当初は20 - 30分程度の中編映画として考えられていたが、エグゼクティブプロデューサーの杉山登の提案によりテレビシリーズとして制作されることになり、その後『きんだーてれび』での放送が決まったため、番組に合わせ2分40秒の尺が決定した。
名作映画へのオマージュがちりばめられており、インタビューで見里は『ワイルド・スピード』、『インディ・ジョーンズ』、『ミッション:インポッシブル』、『バック・トゥ・ザ・フューチャー』、『メガ・シャークVSメカ・シャーク』を挙げている。
2022年5月に新シリーズ放送決定を発表。7月に正式タイトル『PUI PUI モルカー DRIVING SCHOOL』および10月放送開始を発表。監督は小野ハナに交代し、モルモットの「声優」に「パイムータン」が追加された。第2期の舞台はドライビングスクールであり、モルカーたちがビル倒壊事件をきっかけに教習所に連れていかれるところから物語が始まる。見里から監督に推薦された小野によると、「モルカーの教習所」は元々見里がやりたいことの1つとして考えていたアイデアで、教習所の中でストーリーが展開する形であればモルカーの車という要素とリンクするし、タイトなスケジュールにも対応できるということで、第2期のテーマとして決定したという。第2期での主要モルカーは三角帽子と教習プレートをつけ、「教習」の名が冠されている。また、前作の反響を受けて見里により新たにイメージされた人間模様を取り入れている。

## 登場キャラクター
本節では、モルカーを中心に記載。ドライバーなどモルカー以外のキャラクターに関してはモルカーを取り巻く人物たちを参照。

### モルカー
モルモットの外観を持つ車のような存在。乗り物でもあり生き物でもあるため、見た目から性格まで様々。表情を変えたり、鳴き声を発したりもする。人間を中に乗せることが可能で、ハンドルによる運転も行えるが、モルカー自身の意思で自由に動くこともでき、乗員を勝手に降ろしてしまうこともある（第1話）。足は車輪のような丸い形をしているが、車輪軸に見える部分は単なる模様で、脚の付け根は上側にあり4足歩行のように走る。ドアミラーに当たる部分は耳になっている。また、目を瞑り車内の様子を覗くことができる（第3話）。ドライバーは窓から乗り込む。モルカーの体内には前述のハンドルに加えてメーター1つと温度計、ダッシュボードのような部分がある。座席に関しては横幅が広く、3人が並んで乗ることができる（第3話）。内装は赤で統一されている。なお、ワイパーらしい部品は無い。
実際のモルモットのように食事もするが、食べたものが車内にあふれたり、反対にドライバーも含めた車内のものを排泄することもある（第4話）。餌を巡って争うこともあり、負けた方はまるで虚無に浸ったかのように硬直する。ゴミや電気コードといった異物を誤食し、腹痛などの健康被害を受けることもある。
劇中に登場する図鑑の「モルカーの誕生」という項目には、「おおむかしマンモスと同じくらい大きく、穏やかな性格を持つモルモットが生息しており、人間たちを背中に乗せて遠くへ連れて行ってくれるなどした」といった内容の記述がある（第11話）。その本は人類の進化は丁寧に書かれているが、モルカーに関してはモルモットがいきなり車の形に変化したととられる説明が掲載されている。
性別があり、ポテトとシロモとアビーは男の子、チョコとテディは女の子。モルカーの数え方は「台」。
モルカーの世界にも免許証があり、モルカーのステータスや免許証のランク、ノーマルモルカーかワーキングモルカーかの区分などが記載されている。
本物のモルモットと同様にネコを恐れておりネコが中に侵入しているのを気づけば混乱が発生する。ただし、ネコが敵意がないと分かると同じ仲間として受け入れられる。
猛暑の中では普通に暑がるが、冬場では特に寒がったりはしない。
記憶力はそれなりにあり、協調性もあるなど現実の人間と大差ないが社会の変革や情勢については知らない部分を持つ。他の生き物の症状を見抜く（2期の第7話）。モルカー同士は初対面でもすぐに打ち解けられる。恐怖心に駆られるか仲間が生死不明になると泣き出す。
乗り物でもあり生き物でもあるモルカーは基本的に人間を襲ったりはしないが、人間が起こす騒動に高頻度で巻き添えになる。

#### メインモルカー
ポテト
のんびり屋だが困っている者を見放せない勇敢なモルカー。白とオレンジ色のボディをしたイングリッシュモルカー。好物はニンジン。誕生日は4月23日。当初、名前はイングリッシュモルモットから取って「イングリッシュ」となる予定だったが、子供に覚えてもらうのは難しいということから、子供にとって身近な食べ物の名前になった。
- 1期における活躍

第1話では渋滞に巻き込まれた際、病院へ急ぐ救急モルカーを助けるために路上のモルカーと共に奮闘。
第3話ではレストランに来ていた際に、居合わせたアビーに侵入し高温に晒される猫のチャッピーを助けるために駐車場にいたミントやテディたちと共に店内に突入してジューサーを破壊しプールを作った。
第5話では巨大冷蔵庫の野菜を巡ってレースに参戦したが、途中で目の前に出てきた障害物に正面衝突した。完走する目前にして飛び散ったブースト人参の山に食らいついたためアビーに先を越された。
第7話ではトレジャーモルカーを洗車するためにチョコたちと行動を起こした。
第11話ではタイムモルカーのタイムパラドックス現象により、ニットのセーターを着ていた。
第12話では他のモルカーを招聘して家でパーティーを開いた。その際の対応力は食材や音楽をかけるなど手際が良い。
- 2期における活躍

第1話では風で転がってきた空き缶で缶蹴りをして遊んでいたが、ローズから逃げていたロケットブースターを装備したアビーが缶を踏み、街のビル倒壊のきっかけを作ってしまう（詳細はアビーおよびテディの項を参照）。その後免許証を剥奪され、教習のためにシロモ、アビー、チョコ、テディ、ローズと共にドライビングスクールに入校する。
第2話では鬼教官によって白色にスプレー塗装されひーと酷似した見た目になり、ひーと勘違いした鬼教官が乗ってきたので嫌がり暴走し、後ろから吐き出した。その後、白塗りのモルカーに圧倒された教官は全てを元へ戻す仕事に追われた。
第3話では、鬼教官が作ったまずそうな食事に当惑している中、シロモのドライバーが巨大レタスを持ってきているのを見て他のモルカーと共に手に入れたものの、テディと取り合いになって持って行かれてしまい虚無の顔になった。
第4話ではアビーとペーターがVRによるシミュレータを実施している間に、機械の電源コードをみた瞬間、塗装がニンジンと同じ色だったため勘違いしてかじってしまった。
第7話では海底トンネルに出向いた際に、サメのジョージの異常さを見てチョコと共にエレベーターで逃げたあとにテディがジョージと共に海に消えたのを知って涙を流していた。

シロモ
白いモルカー。テディを姉御のように慕っている。好物はレタス。誕生日は2月3日。非常に臆病な性格でトラブルにも巻き込まれやすい。
- 1期における活躍

第2話ではドライバーが買い物をしようと離れた隙に銀行強盗に拳銃で脅され強奪される。その直後にパトモルカーとカーチェイスを展開するが、無意識に起こした自身の行動がきっかけで強盗を逮捕できたため、警察から勲章を渡される。
第5話では巨大冷蔵庫と野菜を巡って他のモルカーとレースに挑むが、序盤で障害物を乗り越えるのに思わず目を瞑ってコースアウトしそうになった。その後はアビー以外のモルカーと共にブースト人参を凄まじい早さで貪るあまりレースに敗北した。
第6話では食事中のゾンビにはずみで噛まれてしまいゾンビ化。その後に登場した第8話・第9話でもゾンビのままだったが、第10話以降は苦労の末に元の姿へと戻っている。ゾンビとなった状態は「ゾンビシロモ」と呼ばれ、肉食と化している。第11話ではタイムモルカーのタイムパラドックス現象により、ニットのセーターを着ていた。
- 2期における活躍

第1話ではビル倒壊直前にたまたまその場に居合わせただけだが、パトモルカーに誤解され、共に免許証を剥奪されドライビングスクールに入校するという不遇な目に遭う。なお、なぜドライビングスクールに来てしまったかについては本人は理解していない。
第2話では、教習用のコースでひっそりと寝ていたところを鬼教官に起こされて白塗りに変貌する。
第3話では、隠し撮りされたドラレコの映像で銀行強盗に利用されたとドライバーに知らされる。その後に出された給食がまずそうな見た目だったため、ドライバーが供出した巨大レタスを食べていた。
第9話ではポポムやペーターと共にロケットで月面着陸を果たした。そこに生息するウサギを追いかけ、落としていったニンジンを齧ろうとしたが宇宙マスクで覆われていたため食べられずに嘆いた。

アビー
両脇に初心者マークを貼り付けられているモルカー。頭頂部がモコモコしたヘアスタイル（毛並み）。誕生日は6月16日。
鳴き声を聞いただけでも震え上がったり、車内にいることが分かった際にはパニックを起こして転げ回るほどネコが苦手であるが自身の真面目な性格も相まって予想外の展開になる。
- 1期における活躍

第3話ではレストランに来た際に炎天下の車内に残されて熱中症で昏倒したネコのチャッピーを助けるためにその場にいたモルカーを集めて行動を起こした。
第5話では野菜がたくさん入った巨大冷蔵庫を巡ってレースに参加したものの、実装したロケットブースターが誤作動を起こして暴発しニンジンを詰め込んだ箱に直撃した。その後遅れた分を取り返そうと急激なスピードで完走ようとしたところ飛び散ったブースト人参の山を見て、そこに転がっていた1本を巡ってチョコと凄い早さで取り合いになるが敗れたため泣く泣く歩き続けて優勝してしまった。一度は凱歌をあげるも、後ろで哀愁を漂わせながら一列に並ぶポテトたちを気にして手に入れた野菜を一部譲った。
第9話では冬の交差点に行こうとしたら、後ろから惰性で滑ってきたポテトに玉突き事故にあった。当のアビーは別に怒ってはいない。
第10話ではヒーローに憧れ密かに特訓もしており（その際に100gと描かれたダンベルを持ち上げていた）、アメコミヒーローのような格好いい塗装を期待していた。しかし期待とは裏腹に、マークを外したドライバーから美少女キャラクター『魔法天使もるみ』の痛車にされてしまい、周囲にいる他のモルカーに小馬鹿にされる幻覚を見るほどにまで落ち込んでしまう。しかし木から降りられずに今にも落ちそうなネコを見つけた際、車体に描かれたもるみのイラストがアビーの気持ちに応えて力を授け、ネコを助けることに成功した。その際に周囲にいた人々やモルカーから感謝された。
第11話では主要モルカーの中では唯一、ニットのセーターを着ている場面がない。
- 第2期における活躍

第1話ではドライバーにロケット燃料を満載にした新しいブースターを両脇に取り付けられてしまう。その後、かつて天使の姿で猫を救ったために関心を持っていたローズから逃げている際、空き缶を踏み転んだ衝撃で燃料を積んだロケットブースターが起動してしまい、ビル倒壊のきっかけとなる（詳細はテディの項を参照）。その後免許証を剥奪され、ポテトらと共にドライビングスクールに入校する。
第4話ではペーターと共にVR教習を行い、その際にポテトが幻覚を見てかじったためシミュレータが暴走。バグを起こしたもののドライバーが遊んでいたゲーム機を介してシミュレータ内部に出現したもるみから再び授けられた力により猫を助ける。
第6話ではドライビングスクールの意向で開催された運動会で、他のモルカーと餌を巡って戦ったが敗れて虚無のような表情になった。
第11話では深夜帯にこそこそ起きてきて公道に出ようとするペーターに気づいて、ポテトとチョコと共に外壁から身を乗り出して応援した。

チョコ
耳に薄緑色の花飾りをつけたモルカー。耳は他のモルカーとは違い、シニヨンのような丸い形状。綺麗好きかつおしゃれで、力強く、身体能力に長けている。誕生日は8月10日。No.1の高級モルカーを目指している。第1期では主要モルカーの中では唯一単独の主役エピソードがなく、ドライバーも詳しく明かされていなかったが後に第2期で本格的に登場する。
- 1期における活躍

第5話では他のモルカーと共にレースに参戦し、優勝者に贈られる野菜の山と巨大冷蔵庫を巡って争うが、途中でアビーのブースターが暴発して飛び散ったブースト人参の山を見てかぶりつく。その際にアビーと凄いスピードで取り合いになり勝利したが、結果としてレースそのものに負けた（アビーは単独でとぼとぼ歩いて優勝）。
第7話では身体が汚れたトレジャーモルカーに洗車を受けさせる方法をひらめいて、トレジャーモルカーをあるべき姿にした。
第8話では拉致されたトレジャーモルカーを救出するため、テディと共にヘリから投下されスカウターを片目につけてミッションを進めた。
第11話ではタイムモルカーのタイムパラドックス現象により、ニットのセーターを着ていた。

- 2期における活躍

第1話でテディがぶつかった宝石店のテナントが入るビルから店内の商品を見につけたまま出てきた後、倒壊には関わっていないがポテトらと共に免許証を剥奪された。そして、ドライビングスクールに入校する。
第2話で白塗りにされて鬼教官にお揃いの花飾りを引き剥がされた際は絶望し、建物から出てきたドライバーに救済を求めていた。その後元に戻された。
第6話では開催された運動会で、みーとリンガーと並んでチアの格好をして応援していた。その後、1期に登場した黄金のニンジンを見て涎を垂らしていた。
第7話では海底トンネルに出向いた。テディが行方不明になる前は他のモルカーと共に逃げ出していて海辺でテディを心配していた。
第11話では公道に出るのを恐れているペーターを見て、夜中にペーターがこっそり練習しているのをポテトやアビーと共に前足を振り回してエールを送った。

テディ
食いしん坊な茶色いモルカー。非常に食い意地が張っており、第4話ではドライバーがポイ捨てしたゴミのみならず、道端に不法投棄されていた大量のゴミを一瞬で頬張ってしまったほど。誕生日は10月27日。事実上のおてんばでトラブルメーカーであるが故に他のモルカーは恐れられている。ただしシロモが慕っているように猫以外は怖いもの知らずな一面がある。
- 1期における活躍

第3話では、アビーの中にいたチャッピーを見て恐怖していたが、炎天下においては熱射病で死にかねないためにポテトやシロモらと共にレストランに突入しジューサーを破壊しプールを作った。
第4話ではドライバーが棄てたゴミを食べ始めた。さらに面白がったドライバーによってどんどんゴミを食べさせられ、路上に棄てられたゴミ山を食べた末に腹を壊してしまい、途中で他のモルカーを巻き添えにしつつトイレに突進して運転手もろとも後ろから排出した。
第5話ではレースに参加し商品である野菜の山が詰め込まれた巨大冷蔵庫を巡って他のモルカーと対峙した。しかし、道路上に浮遊していた稲妻を宿す人参（ブースト人参）を食べた直後に突然性能が変化して他のモルカーを抜き去り暴走（この時、足から炎が上がっている）。そのままカーブを曲がりきれずに外壁に激突して泣いた。その後、アビーのロケットブースターの暴発により飛び散ったブースト人参の山に食らいついていく内に優勝を逃した。
第6話では、シロモと共にゾンビの群れから逃げていたところを、道中の倉庫にあった武器を装備して迎撃した。途中でハンバーガーモルカーの介入によりゾンビとシロモと共にハンバーガーを肉と野菜に分けて貪るが、ゾンビによって感染したシロモに恐怖してハンバーガーモルカーと共に逃走した。
第8話では悪の秘密結社に拉致されたトレジャーモルカーに対しヘリコプターでチョコと共にかけつけて救出し、自身の体内で製造した小型爆弾によって敵のメカシャークを破壊する。
第9話ではDJモルカーの音楽に合わせてノリノリだったが、急激にスピンを続けることで雪の塊に変貌し路上の人たちへ向けて転がった。
第11話ではタイムモルカーのタイムパラドックス現象により、ニットのセーターを着ていた。
第12話ではサングラスをかけた上でポテトの家で開催された夜会でノリノリになっていたがポテトのドライバーを巻き込んでしまう。
- 第2期における活躍

第1話では暴発したアビーのロケットブースターを掴み止めるも、ビルにぶつかったことで倒壊させてしまう。その後ポテトらと共に免許証を剥奪されドライビングスクールに入校する。
第2話では初対面の鬼教官によって他のモルカーと共に白塗りに変貌するが、他のモルカーが教官の威圧感を見て病むあまり涙を垂らすのに対しテディは汗をかくだけであった。
第3話では元の塗装に戻された。そして、ポテトと共にペーターと会話を交わした後、鬼教官が用意したドロドロの給食を食べた。他のモルカーが異常さを見て食べない中、ペーターと共に動じずに食べていた。
第6話ではドライビングスクールの意向で開催された運動会に借り出されて、部外者のモルカーと競技を披露したがその過程で危うく鬼教官を巻き添えにしそうになり今ひとつな成績だった。
第7話では海底トンネルにおいて、サメのジョージを助けるためにトンネルのガラスを体当たりして粉砕しジョージの体内に侵入の後、そのままゴミを食べた。その後、ジョージによって陸地に打ち上げられてから他のモルカーと共に見送っていたが、食べたゴミが当たったため瞬時に腹を下して退場した。
第12話でドライバーが待望の免許が戻ってきたため持ち上げて喜んでいた。その後、DJモルカーが音頭を取ったため共に踊り始めた。

ローズ
白い体で、赤い窓と手足。おしゃれに気を使っており、耳にイヤリングをつけている。1期では背景にいるモブのような扱いだったが2期からはレギュラーになっており、放送前のCMでも名前が出ていた。ただし、チョコと同様に主役回は存在しない。ドライバーは登場していなかったが、2期において登場した。
- 1期における活躍

第9話では雪が降りしきる交差点でヒマラヤンと共に登場する。その後、各モルカーが変化をしたのをきっかけに自身もチョコと共にスケーティングを披露した。この頃からチョコとの面識はあった。
第10話では『魔法天使もるみ』の痛車にされたアビーの前に登場。その際に興味を示したもののアビーは幻覚を見ており小馬鹿にされたような錯覚をする。
- 2期における活躍

第1話でアビーを見つけた際は前述の記憶から後をついてきた。その後、結果としてビルが連続して倒壊する原因を作った。ポテトらと共に免許証を剥奪されドライビングスクールに連行される。
第2話では、チョコから花飾りを引き剥がした鬼教官に気付かれないように耳を畳んでイヤリングを秘匿する。その後、鬼教官による高性能スプレー塗装をされてもほとんど変化しなかった。
ペーター
第2期から登場。少し怖がりで控えめで不器用な性格。ドライビングスクール行きになったモルカーと違い、まだ公道デビューをしていないモルカーで、いつかドライバーに出会って美味しいニンジンをもらうことを夢見ている。教習所のご飯をおいしいと思っている。

- 主な活躍

第1話ではラストシーンで跳躍のテストの場面で初登場するが台詞はない。
第3話で初登場し修復されたポテトとテディと初対面をする。その後、鬼教官の作った食事（他のモルカーは食べようとしない）をテディと共に食べるが、シロモのドライバーが用意した巨大レタスを見てそちらの方に飛びつく。
第4話ではアビーと共にVR教習を行い、もるみに授けられた力で猫を救出する。
第5話ではポストモルカーと共に郵便物の扱いについて検査を受けたが、最終的に上手くいった。その後テディが発射した爆弾に泣いた。
第7話ではテディと海底トンネルの中でサメのジョージと追いかけっこをしたが、テディの突撃により水没したため浮き輪で逃げた。
第9話ではシロモやポポム、他の数匹のモルカーと共に宇宙へ進出したが、宇宙の人参と兎を求める末に遭難しかけた。
第10話ではシェールと友人になり、最終的に新しい家族に飼われていくのを見送った。
第11話では公道で教習するのを躊躇していたが、他のモルカーに励まされてデビューを果たした。
第12話では晴れて卒業し三角帽を取り去って初心者マークを手に入れ、社会復帰したモルカーと共に街中にいた。

#### 働くモルカー
『公式キャラクターブック』では仕事をしている「はたらく! モルカー」として区分されている。下記の他、ゴミ収集モルカー、ポストモルカー、タクシーモルカーがいる。
救急モルカー
白の体色に赤い目を持つ救急車のモルカー。側面に白い十字のマークをつけ、上に横長の赤い回転灯が載っている。
第1話では緊急走行中に渋滞に巻き込まれ、搬送している患者の危機を涙ながらに訴えた。
2期では職業訓練の名目でポテトに人を運ぶ技能を教えていたが、目の前でポテトが患者を模した人形を発射したのを見て涙ぐんだ。
パトモルカー
黄色い体色に赤い目をした警察のモルカー。側面に警察バッジをつけ、上に丸型の赤い回転灯が載っている。運転手は基本的に警察官である。緊急事態を察知するとサイレンを鳴らして走ってくるがそれは一般的な音が鳴るタイプではなく、モルカーの鳴き声そのものである。
第2話では強盗を追走中にもかかわらず、強盗にまかれたニンジンに気をとられてしまう一面を見せる。
第8話では、空飛ぶメカシャークを見上げて停車していた。
第10話では、モルカーを追いかけていたが路面が寒さにより凍結していたため、最後まで滑っていた。
2期では、逃げようとしたモルカーを捕縛したり職業訓練の際には人参を持参し従事した。
ハンバーガーモルカー
第6話に登場。砂漠の道でハンバーガーを売っているモルカー。頭に載せた巨大ハンバーガーは食べることができる。
2期において、ジョージと共に消えたテディを他のモルカーが当惑している中、遠景で彼も様子を気にかけているのが分かる。

#### その他のモルカー
『公式キャラクターブック』では上記以外の「いろいろ! モルカー」として区分されている。下記の他、寿司モルカー、ヒマラヤン、ジーニー、ローズ、テンテン、チョコミントも紹介されている。この他、公式サイトおたのしみページ「モルカースタンド」では、本編に登場する全てのモルカーの名前やプロフィールが公開されている。
DJモルカー
第1話で初登場。紫色の体であるが、他のモルカーとは違い後部に大きなスピーカーが2つ付いており、側面にはストリームマークが貼られている。モルカーよりもスピーカーが強調されているため、街宣車モルカーである。
ドライバーがスマートフォンを操作し、モルカー自身もヘッドフォンを付けていたため、信号が青になっても気づかず渋滞の原因になる。
第9話では他のモルカーが路上でスピンしていた所に現れ、DJの役割を務める。
公式名は「DJモルカー」だが、絵コンテの段階では「オーディオモルカー」になっており、各サイトの第12話のあらすじでもその名前が使われている。
トレジャーモルカー
第7話で初登場した、冒険好きの長毛のモルカー。初登場時は黄金のニンジンを探す大冒険から帰ってきたばかりで非常に汚れており、洗車を嫌がっていたが、チョコが考えた作戦で洗車機に入ってもらったところきれいになり、洗車が気に入ったため何度も洗車して、輝くストロベリーブロンドの毛並みと黄土色のボディになった。
その後第8話で悪の組織の人間に捕えられて檻に囚われるも、テディとチョコによって救出される。第12話では本来の毛並みに戻っていた。
第7話の予告では「冒険モルカー」と呼ばれていた。
ウェディングモルカー
第9話登場。結婚したカップルをハネムーンに連れていく純白のモルカー。
タイムモルカー
ドライバーの博士によって開発されたタイムマシンの改造モルカー。野菜を燃料にして、過去や未来にタイムトラベルすることができる。目がランプのように点滅するほか、ガルウィングドアのように開閉する長い毛をもつ長毛種。
第9話で初登場した際は他のモルカーと共にカップルの踊りの採点をしていた。
第11話ではドライバーたちと大昔にタイムトラベルし、原始人やモルカーの先祖と邂逅する。左目が機械化しており右目からしか涙を流さない。
ひー
第2期から登場。ドライビングスクールで働いているモルカーで、あまりにも走行が上手なためスカウトされた教習モルカーのリーダー。
第1話ではケージに入れられたポテトらを牽引した。
ドライビングスクールで働くモルカーのデザインは教習所の規則などが根底にあり、色合いなどもそこから生まれている。2期において、ほとんどのモルカーから疎遠になった教官を説得して最終話では高度なドライビングテクニックを披露している。
ふー
第2期から登場。ひー、みーと共にドライビングスクールで働いているモルカー。
好物はスイカの皮。
みー
第2期から登場。ひー、ふーと共にドライビングスクールで働いているモルカー。
ボール遊びとドライビングスクールの給食が大好き。
第2話で鬼教官が憤怒した際は怯えていた。
ドゥーフー
第2期第8話登場。他のモルカーより怖がりで、繊細な心の持ち主。そのため教習で何度も不合格を繰り返している。テディのドライバーが教習のため乗車するも、あまりにも荒くれのような運転に恐怖し教官ともども放出。裏で怯えていたが同じくして成績が伸びず未熟な教習生に関心を持たれて飼われていった。
シェール
第2期第10話登場。成績優秀だが孤独な教習モルカー。知る人ぞ知るハイブランドモデルのモルカーで、シルバーの美しい毛並みと眼帯が特徴。かつて、ある家族といっしょにいたがボールを拾わせている隙をついて放棄されてしまう。その際に怪我をした関係で片目に眼帯をするようになった。当初はそれが原因で猜疑心を持ち、ペーターのことを忌避していたが最終的に打ち解けた。その後、教習所の外から見ていた新しい家族にパートナーとして選ばれて引き取られていった。最終話において実は正体がタイムモルカーであったと示唆された。

#### モルカーの一覧
第1期では全43台が登場する。レギュラーキャラクター（ポテト、シロモ、アビー、チョコ、テディ）はアニメーターの数に応じて必要だったため3 - 4体作られており、同時に複数体登場するパトモルカーを含め、全部で65体作成された（第1期時点）。以下の順番は『PUI PUI モルカー』公式サイト内「モルカースタンド」での紹介順に準じる。
| 名前                   | 特徴 | 備考 | バリエーション |
| 第1期から登場          | 第1期から登場 | 第1期から登場                                                                                                 | 第1期から登場 |
| ---------------------- | --- | --- | --- |
| ポテト                 | オレンジ色とクリーム色の体で、ピンク色の窓、濃いピンク色の手足。                                                        | | グラサンポテト 教習ポテト 白塗りポテト 救急ポテト                                                                                                 |
| シロモ                 | 真っ白な耳と体で、グレーの窓、緑色の手足。                                                                              | 制作上、3番目に作られたモルカー。                                                                             | 覆面シロモ ゾンビシロモ 教習シロモ 白塗りシロモ 宇宙シロモ                                                                                        |
| アビー                 | クリーム色の体、山のような頭と明るい水色の窓で、濃い茶色の耳、オレンジ色の手足。                                        | | ジェットアビー チャンピオンアビー バットアビー 痛車アビー 魔法天使アビー スーパージェットアビー 教習アビー 白塗りアビー VRアビー 二重初心者アビー |
| チョコ                 | おしゃれな耳飾りに、茶色の体と黄色い窓で、爽やかな水色の手足。                                                          | | グラサンチョコ スパイチョコ 宝石チョコ 教習チョコ 白塗りチョコ チアチョコ                                                                         |
| テディ                 | こげ茶色のもこもこな体に茶色の窓、こげ茶色の耳、赤い手足。                                                              | | 武装テディ スパイテディ グラサンテディ 教習テディ 白塗りテディ ジョージテディ                                                                     |
| DJモルカー             | 紫色の体で、ヘッドホンとスピーカーを付けている。                                                                        | | |
| 救急モルカー           | 白い体で、赤いサイレンと目。                                                                                            | | |
| パトモルカー           | 体に星マークが付いている。                                                                                              | | |
| タクシーモルカー       | 明るいグリーンの体と「TAXI」の表示灯が特徴。 街で人々を運ぶが、行きたいところが多く、時々ミスをする。                   | | |
| ゴミ収集モルカー       | 青い体。背中にゴミ回収箱を背負い、街を清掃する。                                                                        | | |
| ハンバーガーモルカー   | 大きなハンバーガーを背中に乗せている。ハンバーガー色の体。                                                              | ハンバーガーは1個しか作られておらず、 ゾンビたちにすでに食べられたため、 全員集合の第12話に登場できなかった。 | |
| トレジャーモルカー     | 帽子をかぶっており、荒野と同系色で長い髪。                                                                              | | トレジャーモルカー（黄金） |
| ポストモルカー         | 真っ赤な体。 手紙を正確に宛先に届けられる。手紙はお尻から出る。                                                         | | |
| ウェディングモルカー   | やわらかい色の窓や手足、耳飾り。                                                                                        | 制作上、一番最初に作られたモルカー。                                                                          | |
| 寿司モルカー（海老）   | 米のような毛並みで、頭に寿司ネタの海老を載せている。                                                                    | | |
| タイムモルカー         | 体に機械が付いており、側面がガルウィング風に開く。                                                                      | | |
| ジーニー               | 目元が濃い青で、紫色の手足。 ツボなど小さいものに隠れるのが得意。                                                       | | |
| わさび                 | 黄緑色の体で、こげ茶色の手足。 大好物のキュウリを食べている間は何をされても気にしない。                                 | | |
| カカオ                 | 濃い茶色の体で、オレンジ色の手足。 おかかと家が隣り。                                                                   | 制作上、2番目に作られたモルカー。                                                                             | |
| おかか                 | 体、耳、手足が少しずつ違う茶色。 カカオと家が隣り。                                                                     | | |
| ジェリー               | 淡い茶色の体で、淡いピンクの手足。 すばしっこく、ルールに捕らわれない性格。                                             | | 宇宙ジェリー |
| バナナ                 | あざやかな緑、茶色、黄色の体。 ミズナが好物。                                                                           | | |
| ヒデヨシ               | オレンジ、茶色、白の体。 ドライバーの靴をいつも温めている。                                                             | | |
| シーナ                 | 白とピンクの体で、水色の手足。 花に話しかけ、その後に食べる。                                                           | | |
| タンポポ               | 明るい黄緑色の手足。 タンポポをよく食べている。                                                                         | | |
| スカンク               | 白と黒の体で、オレンジ色の手足。 名前に反していい匂いがする。                                                           | | |
| リンガー               | 濃い茶とオレンジ色の体で、紫色の手足。 おちゃめでダンスが好き。                                                         | | チアリンガー |
| セサミ                 | グレーの体で、紫色の耳や手足。 クールかつドライで、どんくさい。                                                         | | |
| ごましお               | ピンクの窓で、体に模様がある。 恥ずかしがり屋でめったに姿を現さない。                                                   | 見里が作って少し失敗したモルカーだが、 使わないと可哀そうということで登場した。                               | |
| チョコミント           | 水色と茶色の体。夏が似合う。 歯磨き粉の宣伝に使われそうになったことがある。                                             | | |
| テンテン               | トントンとは双子。トントンより耳やおしりの茶色が薄い。 重なっていることが多く、上にいるトントンの方が重い。             | 初期に見里の友人が試作として作ったモルカー。                                                                  | |
| トントン               | テンテンとは双子。テンテンより濃い茶色。                                                                                | テンテン同様、テストで作られたモルカー。                                                                      | |
| ローズ                 | 白い体で、赤い窓と手足。 耳にイヤリングをつけている。                                                                   | | 教習ローズ |
| キッド                 | 仮面を付けたようなピンクの目元。 怪盗に間違われ、職務質問を受けやすい。                                                 | | |
| フラッタン             | 白とグレーの体。 逃げるのが得意。                                                                                       | | |
| ヒマラヤン             | 赤い目で、口元が茶色い。 雪男を信じている。                                                                             | | |
| オッド                 | 白、黒、グレーの体で、紫色の手足。 自惚れ屋なネオ三毛モルカー。                                                         | | |
| オニキス               | 茶色の縞模様の体で、白い手足。 ドライバーがリッチでご飯も高級品だが、雑草と区別がついていない。                         | | |
| ポポム                 | ピンクの体で、水色の手足。 宇宙と交信している。                                                                         | | 宇宙ポポム |
| チャイ                 | 体が3色で、黄色の手足。 インドからやってきた。                                                                          | | 宇宙チャイ |
| ポンタ                 | こげ茶色の耳、鼻、手足。砂遊びが大好き。 ライトノベル『モルカーと異世界ドライブ』の実写映画の出演オファーを受けている。 | | 覆面ポンタ |
| タラコ                 | 淡いピンク色の体で、濃いピンクの耳。頭にタラコのようなものが付いている。 DJモルカーと仲がいい。                         | | |
| コロッケ               | もこもこの体に濃い茶色の耳と手足。 モルカーの中では珍しくネコが好き。                                                   | | |
| 第2期から登場          | | | |
| ペーター               | ライトグレーと白の体に、青い耳と赤い足。                                                                                | | VRペーター 魔法天使ペーター 浮き輪ペーター 宇宙ペーター ペーター（初心者）                                                                        |
| ヴィクトリア           | グレーの体にミント色の耳と茶色の足。メイドキャップとメガネを身につけている。 あだ名は「ばあや」だがメイドではない。     | | |
| ひー                   | 白い体に、グレーの手足。ピンク色の窓。背面には「01」の文字が描かれている。                                              | | |
| ふー                   | 白い体に、グレーの手足。ミント色の窓。前髪がある。                                                                      | | |
| みー                   | 白い体に、グレーの手足と鼻。黄色の窓。                                                                                  | | チアみー |
| 野菜販売モルカー       | 頭に販売用の野菜を載せている。 お腹を空かせると野菜を全部食べるため、必ずご飯を食べてから配達に出る。                   | | |
| スプレー               | カラフルな体色。自身とドライバーもカラフルが好き。                                                                      | | |
| 寿司モルカー（玉子）   | 玉子焼きに見えるお昼寝用のお気に入りマットを背負っている。                                                              | | |
| 寿司モルカー（いくら） | イクラの軍艦巻に見える奇抜な帽子をかぶっている。                                                                        | | |
| 寿司モルカー（シャリ） | いつも居眠りをしている。あだ名は「シャーリー」。                                                                        | | |
| 寿司モルカー（いなり） | シャーリーがズタ袋をかぶり、稲荷寿司のようになった姿。                                                                  | | |
| ウミウシ               | 水族館のマスコットとして働く。魚を友達だと思っている。                                                                  | | |
| ルビー                 | 前髪のセットに1時間かけている。                                                                                         | | |
| ねこ                   | ハチワレに似ていることから名付けられた。ただしネコは苦手。                                                              | | |
| ナポリ                 | いつも甘い匂いにつられている。                                                                                          | | |
| マカロニ               | 小さなサンドイッチ屋を手伝う。コロッケと仲が良い。                                                                      | | |
| ドゥーフー             | フロントガラスの周囲にフサフサの毛が生えている。                                                                        | | |
| ムーンバギーモルカー   | 宇宙用に訓練を受けている。地球は雨が降るため苦手。                                                                      | | |
| シェール               | シルバーの毛並みで、眼帯をつけている。                                                                                  | | |
| アクションモルカー     | スタントモルカー。昔大ヒットした低予算映画に出演していた。                                                              | | |

### モルカーを取り巻く人物たち
基本的に個人名は存在しない。台詞もないが一瞬だけ言葉を発する場面はある。人形で表現されているが、一部の人物は実写で表現されている。
ポテトのドライバー
ポテトのドライバーで、レディーススーツを着た女性。演じているのは監督の実姉である見里瑞穂。『公式キャラクターブック』や『ミニコレクション』では「おねえさん」と呼称されている。
シロモのドライバー
シロモのドライバーで、シロモに対して心優しい男性のドライバー。『公式キャラクターブック』や『ミニコレクション』では「おにいさん」と呼ばれている。
アビーのドライバー
アビーのドライバーで、いわゆる魔法天使もるみと改造パーツに関与したオタク趣味の青年である。『公式キャラクターブック』や『ミニコレクション』では「オタク」と呼ばれている。なお、ドライバーの中では唯一家族の存在が描かれている。
レーサー（おとうさん）
アビーのドライバーの家族の1人でカーレーサー。『ミニコレクション』では「レーサー（おとうさん）」と呼ばれている。
アビーのドライバー（おかあさん）
アビーのドライバーの家族の1人で主婦。『公式キャラクターブック』では「アビーのドライバー（おかあさん）」、『ミニコレクション』では「おかあさん」と呼ばれている。
テディのドライバー
テディのドライバーで、モルカーが描かれた青色のシャツを着た若者。性格はだらしなくポイ捨てをするほど。『公式キャラクターブック』や『ミニコレクション』では、「ポイすてドライバー」と呼ばれている。
スタントウーマン
チョコのドライバーの1人で、ドライバーの中では唯一2人組で運転する。チョコと髪飾りがお揃いのスタントウーマン。
モルカースタンドのウーマン（ともだち）
チョコのドライバーの1人で、洗車スタンド勤務の女性で、『ミニコレクション』では「モルカースタンドのウーマン（ともだち）」と呼ばれている。
ローズのドライバー
ローズのドライバーで他のドライバーと比べて目立つな帽子を被った女性。
DJモルカーのドライバー
DJモルカーのドライバーであり、監督の見里朝希が演じる。第1期の第1話で信号待ち中にスマートフォンを操作していたため渋滞になった。その後、かけつけたパトモルカーと警官によって逮捕された。『公式キャラクターブック』では「めいわくドライバー」と呼称されている。
博士
タイムモルカーのドライバーであり、第1期の第11話に登場。原始人とアプローチしたが、たき火を邪魔したせいで彼らに追いかけられた。
助手
博士の助手の女の子。第1期の第11話に登場。
原始人
第1期の第11話に登場。木をこすり合わせて火を起こしていたが、タイムモルカーの介入により火を消され、怒ってタイムモルカーや博士たちを追い回す。
警察官
パトモルカーに乗る警察官。複数で活動し、主に事件を起こしたモルカーやドライバーを逮捕するのが任務。
銀行強盗
第1期の第2話に登場。銀行を襲撃し大金を手にするとシロモを見つけて強奪した。その後、シロモが路上に札束を撒いていったため、駆けつけたパトモルカーと警官により逮捕された。
悪者
第1期の第8話に登場。金目当てでトレジャーモルカーを拉致監禁する。財政基盤が整っており巨大なメカシャークと整備工廠を持つ。最終的に秘密基地に侵入したテディとチョコによりトレジャーモルカーを奪還される。
ゾンビ
第1期の第6話に登場。数十人おり、テディとシロモに襲いかかるが、テディが倉庫から武器を引っ提げて報復措置をとったため遁走。途中でハンバーガーモルカーに遭遇してしまう。最終的にハンバーガーモルカーの抱える商品を仲良く食べることで休戦するが、その過程でシロモがゾンビシロモになってしまい、ハンバーグを奪ったゾンビシロモを追いかける。
カップル
第1期の第9話に登場。冬場の交差点で仲良さそうにしていたがスノーボールと化したテディに背後から突撃されて車道に投げ出され、成り行きで路上でのスケーティングを始めた後、男が女に指輪を手渡す。最終的にウェディングモルカーに乗り込んで、モルカーたちに見守られながら去っていった。
司法官
第2期の第1話に登場する人物でビルの連続倒壊を引き起こしたモルカーとドライバーを裁いている。
鬼教官
第2期から登場。ドライビングスクールの教官。強面かつ厳格な人物だが義理人情に厚い。授業のみならず食事も提供しておりモルカー用に鍋で煮込んだドロドロの給食を用意するがモルカー側は嫌がる（栄養は抜群）。
女性教官
第2期から登場。ドライビングスクールで鬼教官と共に講義を務める。彼とは対照的に温和で優しい。
女性教官の恋人
第2期に登場。女性教官の恋人で、巨大ラブレターを落としてしまうほど隙がある。
ドゥーフーの同居人
第2期の第8話に登場した女性。モルカーとの相性が最悪で試験でも凡ミスを連発したがドゥーフーを見て一目で気に入り家に連れ帰った。
海底トンネルのダイバー
第2期、海底トンネル周辺のゴミを手作業で集めていたがサメに襲われそうになった。
シェールのドライバーの家族（初代）
第2期のシェールの回想に登場する家族。夫婦と一人娘の組み合わせでシェールとボール遊びをしていたがそのままシェールを残して行方不明になった。
シェールのドライバーの家族（2代目）
シェールを選んでドライバーになることを決めた2代目の家族。不信感を抱いたシェールの心を開き引き取っていった。
ネコ（チャッピー）
飼い猫。時々登場してはネコ嫌いなモルカーを恐れさせるが次第にモルカーたちから好かれる存在へと変化した。
ジョージ
第2期に登場したサメ。テディによって内部のゴミを取り除かれてテディと友好的になった。
先祖のモルモット
第1期の第11話に登場したモルカーの先祖で、本物のモルモットが演じる。博士がニットセーターを着せたため歴史が変わった。

## モルカーの世界
作中では言語による説明が存在しないが、劇中描写からはモルカーと人間が共存する社会について窺い知ることができる。

### ロケーション
多くのエピソードの舞台となっているのは「モルシティ」という都市である。
ビルが立ち並ぶ現代的な街並みであり、アニメショップが並ぶ秋葉原を思わせる街や渋谷のそれに似たスクランブル交差点なども存在するが、基本的な部分は無国籍にデザインされている。通行人のフィギュアも様々な人種のものが用いられている。
町中の広告看板には日本語と英語の表記が見られ、通貨単位は「円」。
行政単位などについては明確にされていないが、『あつまれモルカー！PUI PUIパズル』では原作中のプイプイレーシングにて優勝者を表彰した黒人女性が「この街の市長」と紹介されている。
郊外には山があり、その山頂に第2シーズンの舞台となるドライビングスクールが建てられている。
モルシティの外については具体的な描写が少なく、作中にはゾンビが徘徊する砂漠が登場している。
絵本『PUI PUI モルカー を さがせ！』には船が発着する港が描かれており、Nintendo Switch版ゲームには開発中の街「モルタウン」が登場するなど、メディアミックス作品では他の都市との交流があることも描写されている。
また、インド出身のモルカーがいることからインドが存在することも判明している。

#### 建築
建築物は乗用車サイズのモルカーと共に生活することを前提に設計されており、住居には人間用のドアとモルカーの出入りのためのシャッターが併設され同じ空間に続いている。家族によってはモルカーに専用の部屋が与えられることも。
モルカー用の外付けパーツショップ、アクセサリーを販売する宝石店などモルカーと共に入店できる店舗もあり、出入り口はモルカーが通れるサイズに設計されている。
人間のみが利用するレストランなどには駐車場があるが、屋根付きのスペースは小さく、ほとんどのモルカーは露天駐車となる。
人間用の公衆トイレの横にはモルカー用トイレが併設されており、モルカーはトイレの場所を覚えて使用することができる。

#### 交通
車社会であり、街にはモルカーが通行するための道路が整備されている。高架となっている道路も存在するが1車線の一方通行であり、そのため交通渋滞を引き起こすことがある。
交通標識は日本のものをベースとした独自のものが使用されている。
外壁が透明で海中の風景を見ることができる海底トンネルも登場する（が、登場回で破壊された）。
モルカー以外の交通手段は、ヘリコプターとモルカーが牽引する車輪付きのレッカー車が登場するのみで、鉄道などの公共交通機関は登場していない。
スタッフインタビューによればモルカーを輸送するための船舶や航空機は存在しているとのこと。
宇宙旅行も実現されており、作中にはモルカーを月面へ運ぶロケットが登場している（DS9話）。

#### 法制度
パトモルカーを運用する警察機構が存在し、犯罪や交通違反の取り締まりを行っている。
盗難されるなどで意思に反して犯罪に利用されたモルカーが罪に問われることはない（2話）。
モルカーを運転するためには免許が必要であり、免許取得のためのドライビングスクールが存在する。ドライバーとなる人間には筆記試験・実技講習などが課され、モルカーも公道を走行するための訓練を受ける必要がある。免許証はドライバーとモルカーのペアに対して発行される。
免許証には交通違反の回数が記録され、違反3回で免許停止処分となる。また、重大事故を起こした場合には裁判が行われ、それまで違反がなくとも免許取消となることがある（DS1話）。そういった場合はモルカー・ドライバー共々ドライビングスクールでの再訓練を行い、免許を再取得する必要がある。

#### 生物相
人間とモルカー以外の動物も存在し、作中には猫、鳥、サメをはじめとした魚類、蝶やハエなどの昆虫、月面に住むウサギが登場している。
また、過去の世界にはモルカーの祖先である巨大モルモットが生息しており、現代においても町中の看板や人間が視聴している動画内にモルカーではないモルモットの姿が確認できる。
直接の登場はしていないが、ポスターに描かれたイラストには犬やアヒルとみられる生物の姿もある。また、寿司ネタとしての海老・いくらが存在することも判明している。寿司モルカー（いくら）が乗せているのはいくら軍艦を模した帽子だが、寿司モルカー（海老）の海老が実物かイミテーションかは言及されていない。
葉1枚が人間の背丈ほどもある巨大レタスが存在する他、にんじん・トマト・きゅうりなどの野菜も現実世界のものと比べて巨大なサイズとなっている。野菜全般が大きいのか、モルカー用に栽培された大型品種であるのかは不明。
月面にはにんじんに似た植物が自生しており、モルカーが食べることができる。地球へお持ち帰りも可能。
砂漠にはゾンビが生息し、噛まれるとモルカーにもゾンビ化状態が感染する。モルカーのゾンビ化は病院で治療することが可能。これらのゾンビは人を襲う描写はないものの、モルカーに対して並々ならぬ憎しみを持っているのか執拗に追い回す。ただし、モルカー側が攻勢に出ると逃げる、別の食物を入手した直後はモルカーが脇にいても手を出さないなど感染する前にあった理性を備えている。

#### 治安
銀行強盗や大量破壊兵器(メカシャーク)を所有する犯罪組織が市内で活動しており、後者に関してはメカシャークの整備工廠を備えたビルを保有している。
モルカーはドライバー不在時に勝手に出歩くこともあり、そのためか路上駐車に対するペナルティなどは描写されていない。一方でドライバーの手を離れたモルカーが強盗によって犯罪に利用される、誘拐されるなどの事件が度々発生する。

#### 文化
モルカーを宇宙に送れる、モルカーをタイムマシンに改造する、自律して活動する巨大メカを開発するなど科学技術は非常に進歩が早い。
スマートフォンには「6G」の表示があり、モルカーが操作することが可能なチャットアプリも存在する。また、スマートスピーカーもモルカーの声に反応して動作する（12話）。
モルカー用の外付けパーツやアクセサリーが販売されている。また、たった1本で複数のモルカーを塗装できる染色用のスプレーも存在する。モルカー用のダンベル（「100g」と書かれている）やサンドバッグといったトレーニング用具、モルカーが操作可能なゲーム機などの玩具も登場する。
また、作中の看板からモルカーのトラブルに対処するロードサービスのような事業が存在することが窺える。
人間によってモルカーの参加を前提としたイベントが開催される(運動会や自動車耐久レース)。また、モルカー自身がイベントを開く場合もある(凍結した路上でのスケートやモルカーによる夜会)。
町中には数々のポスターが掲示されており、AKIRAやトランスフォーマーにモルカーが融合したような映像作品、メイド服の少女が登場するアニメや異世界もののライトノベルといったオタク向け作品が存在することがわかる。中でも変身魔法少女アニメ『魔法天使もるみ』は非常に人気が高い。
モルカーの活動は日々監視カメラによって記録されている。なお、アングル的に見れば、なぜそこにカメラがと言わんばかりにありえないような角度で撮影されている。なお、隠し撮りに近いがプライバシーという概念は無い。
海はゴミで汚染されており、生き物が食べてしまうことがある。しかも、それを人力で集めているという非効率さが目立つ。
基本的にモルカーと飼い主は共存している。が、希に何らかの理由でモルカーを放棄してしまう飼い主がいる(シェールの飼い主の一家)。
モルカーの私物に「100g」と書かれたダンベルやモルカーが操作可能なゲーム機が存在する。他にもモルカー用のメガネや帽子も存在する。
葉書や手紙は、免許証ほどではないが巨大な画用紙ほど大きく描写されている。ポストモルカーを始めとするモルカーに食べられると尻から出るが汚れることはない。

##### ドライビングスクール
敷地内にはS字クランクやバック駐車の練習場といった現実にも存在するものに加え、食べ物の誘惑に耐える訓練のための路肩にニンジンが植えられたコース、足腰を鍛えるための遊具などが設置されている。なおニンジンは作中でたびたびモルカーに勝手に食べられている。
また、モルカー用のVR訓練設備が存在する。
授業では講義や事故再現ビデオの鑑賞、実技練習などが行われる。モルカーに向けての講義は画像や映像を用いたものとなる。
通常の授業の他、ワーキングモルカーの仕事を疑似体験する授業や、海底トンネル訪問・月面教習といった校外学習も行われ、生徒だけでなく近隣のモルカーも参加可能な運動会（スポーツデイ）が開催されることもある。
捨てられたモルカーの保護施設やモルカーとオーナーを引き合わせるショールームも兼ねている。
基本、部屋が無いためモルカーは外で野ざらしの状態で雑魚寝する(ただし布団は支給される)。
食事が出されるが、生野菜ではなく見た目がおかしいスープのようなものである。

## スタッフ
|                              | 第1期                                                       | 第2期                                    |
| ---------------------------- | ----------------------------------------------------------- | ---------------------------------------- |
| 原案                         | 見里朝希                                                    | 見里朝希                                 |
| 原案                         | シンエイ動画、ジャパングリーンハーツ                        |                                          |
| 企画                         | 梅澤道彦、秋吉顕                                            |                                          |
| スーパーバイザー             | -                                                           | 見里朝希                                 |
| 監督・脚本                   | 見里朝希                                                    | 小野ハナ                                 |
| 美術                         | いわつき育子、開發道子、佐藤桂 佐藤華音、見里朝希、村松怜那 | UchuPeople、パンタグラフ、スタジオビンゴ |
| 美術                         | アトリエKOCKA                                               |                                          |
| 音楽                         | 小鷲翔太                                                    | 小鷲翔太                                 |
| 音響                         | 野口あきら                                                  | 小沼則義                                 |
| プロデューサー               | 林郁美、森重宏美、中井洋次                                  | 上田陽子（制作プロデューサー）           |
| エグゼクティブプロデューサー | 杉山登、濵田健二                                            |                                          |
| アニメーション制作           | シンエイ動画×ジャパングリーンハーツ                         | UchuPeople                               |
| 製作                         | モルカーズ                                                  | PUI PUI モルカーDS製作委員会             |

## 各話リスト

### 第1期
| 話数 | サブタイトル                | 絵コンテ         | アニメーター           | タイトル カード | キャスト                 | 声の出演              | 放送日        |
| ---- | --------------------------- | ---------------- | ---------------------- | --------------- | ------------------------ | --------------------- | ------------- |
| 1    | 渋滞は誰のせい？            | 見里朝希         | 佐藤桂 見里朝希        | 福地明乃        | 見里瑞穂 見里朝希        | つむぎ （モルモット） | 2021年 1月5日 |
| 2    | 銀行強盗をつかまえろ！      | 見里朝希         | 佐藤桂 高野真 見里朝希 | 見里朝希        | 佐藤桂 戸嶋優多 森永大貴 | つむぎ （モルモット） | 1月12日       |
| 3    | ネコ救出大作戦              | 小野ハナ         | 高野真 見里朝希        | 村松怜那        | チャッピー （ネコ）      | つむぎ （モルモット） | 1月19日       |
| 4    | むしゃむしゃおそうじ        | 小野ハナ         | いわつき育子 見里朝希  | 見里朝希        | 高橋博海                 | つむぎ （モルモット） | 1月26日       |
| 5    | プイプイレーシング          | 佐藤桂、見里朝希 | 佐藤桂、見里朝希       | 福地明乃        | -                        | つむぎ （モルモット） | 2月2日        |
| 6    | ゾンビとランチ              | 小野ハナ         | いわつき育子           | 見里朝希        | -                        | つむぎ （モルモット） | 2月9日        |
| 7    | どっきり？スッキリ！        | 佐藤桂 見里朝希  | いわつき育子           | 村松怜那        | -                        | つむぎ （モルモット） | 2月16日       |
| 8    | モルミッション              | 佐藤桂、見里朝希 | 佐藤桂、見里朝希       | 見里朝希        | -                        | つむぎ （モルモット） | 2月23日       |
| 9    | すべってサプライズ          | 佐藤桂、見里朝希 | 佐藤桂、見里朝希       | 村松怜那        | -                        | つむぎ （モルモット） | 3月2日        |
| 10   | ヒーローになりたい          | 見里朝希         | 高野真 見里朝希        | 見里朝希        | -                        | つむぎ （モルモット） | 3月9日        |
| 11   | タイムモルカー              | 見里朝希         | 高野真 見里朝希        | 福地明乃        | つむぎ （モルモット）    | つむぎ （モルモット） | 3月16日       |
| 12   | Let's！モルカーパーティー！ | 見里朝希         | 佐藤桂 見里朝希        | 福地明乃        | 見里瑞穂                 | つむぎ （モルモット） | 3月23日       |

### 第2期
| 話数 | サブタイトル                   | 絵コンテ | アニメーター                                       | タイトル カード | キャスト                                | 声の出演                                                                                         | 放送日         |
| ---- | ------------------------------ | -------- | -------------------------------------------------- | --------------- | --------------------------------------- | ------------------------------------------------------------------------------------------------ | -------------- |
| 1    | ビル倒しちゃった！             | 小野ハナ | 三宅敦子 垣内由加里 当真一茂 小野ハナ              | 見里朝希        | 見里瑞穂 山下諒                         | 見里瑞穂 山下タイキ 木内太郎 杉山里穂 河野茉莉 つむぎ （モルモット） パイムータン （モルモット） | 2022年 10月8日 |
| 2    | 白塗りモルカーの逆襲           | 小野ハナ | 高野真                                             | 橋爪伸弥        | -                                       | 見里瑞穂 山下タイキ 木内太郎 杉山里穂 河野茉莉 つむぎ （モルモット） パイムータン （モルモット） | 10月15日       |
| 3    | 食欲は正直                     | 小野ハナ | 垣内由加利 阿部靖子 高野真 小野ハナ                | 佐藤華音        | -                                       | 見里瑞穂 山下タイキ 木内太郎 杉山里穂 河野茉莉 つむぎ （モルモット） パイムータン （モルモット） | 10月22日       |
| 4    | バグってレスキュー             | 小野ハナ | 三宅敦子 福地明乃 小野ハナ                         | 福地明乃        | -                                       | 見里瑞穂 山下タイキ 杉山里穂 つむぎ （モルモット） パイムータン （モルモット）                   | 10月29日       |
| 5    | ラブレターはお尻から           | 小野ハナ | 小川翔大 小西茉莉花 高野真 垣内由加利 三宅敦子     | 佐藤華音        | -                                       | 山下タイキ 木内太郎 杉山里穂 つむぎ （モルモット） パイムータン （モルモット）                   | 11月5日        |
| 6    | 勝利を握れ！もぐもぐ大運動会   | 小野ハナ | 小川翔大 小西茉莉花                                | 橋爪伸弥        | -                                       | 見里瑞穂 山下タイキ 木内太郎 杉山里穂 河野茉莉 つむぎ （モルモット） パイムータン （モルモット） | 11月12日       |
| 7    | 恐怖の海底トンネル             | 小野ハナ | 当真一茂 阿部靖子                                  | 福地明乃        | -                                       | 山下タイキ 木内太郎 つむぎ （モルモット） パイムータン （モルモット）                            | 11月19日       |
| 8    | ダメダメなぼくら               | 小野ハナ | 高野真 垣内由加利 当真一茂 小野ハナ                | 村松怜奈        | よこえとも子 西山啓介 高橋博海 新川愛実 | 山下タイキ 木内太郎 杉山里穂 河野茉莉 つむぎ （モルモット） パイムータン （モルモット）          | 11月26日       |
| 9    | ドキドキ！月面教習             | 小野ハナ | 小川翔大 小西茉莉花 小野ハナ                       | 小光            | -                                       | 山下タイキ 木内太郎 つむぎ （モルモット） パイムータン （モルモット）                            | 12月3日        |
| 10   | あの子はだぁれ？               | 小野ハナ | 小川翔大 小西茉莉花 当真一茂 垣内由加利            | 村松怜那        | -                                       | 木内太郎 杉山里穂 河野茉莉 つむぎ （モルモット） パイムータン （モルモット）                     | 12月10日       |
| 11   | ペーターの悪夢                 | 小野ハナ | 小川翔大 小西茉莉花 垣内由加利 久保雄太郎 米谷聡美 | 佐藤華音        | -                                       | 杉山里穂 河野茉莉 つむぎ （モルモット） パイムータン （モルモット）                              | 12月17日       |
| 12   | グッバイ！ドライビングスクール | 小野ハナ | 高野真 三宅敦子 垣内由加利 当真一茂                | 小野ハナ        | 見里瑞穂 山下諒 西山啓介 新川愛実       | 見里瑞穂 山下タイキ 木内太郎 杉山里穂 河野茉莉 つむぎ （モルモット） パイムータン （モルモット） | 12月24日       |

## 放送・配信

### 第1期
| 配信期間                | 配信時間               | 配信サイト |
| ----------------------- | ---------------------- | --- |
| 2021年1月5日 - 3月23日  | 火曜 8:00 - 月曜 17:00 | YouTube |
|                         | 火曜 8:00 更新         | バンダイチャンネル |
| 2021年2月2日 - 3月23日  |                        | Amazonプライム・ビデオ dTV dアニメストア FOD HAPPY!動画 J:COMオンデマンド TELASA スマートパスプレミアム みるプラス [ 注 8 ] TSUTAYA TV U-NEXT アニメ放題 あにてれ バンダイチャンネル ひかりTV ビデオマーケット GYAO!ストア music.jp DMM.com ビデックスJP ふらっと動画 ムービーフル ラブキャLOVE Rakuten TV Hulu |
| 2021年2月23日 - 3月23日 |                        | Paravi |
| 2021年3月25日           |                        | Netflix [ 58 ] |

### 第2期
| 放送期間                       | 放送時間         | 放送局       | 対象地域   | 備考                   |
| 2022年10月8日 - 12月24日       | 土曜 7:00 - 7:30 | テレビ東京   | 関東広域圏 | 『イニミニマニモ』枠内 |
| 2022年10月22日 - 2023年1月21日 | 土曜 6:00 - 6:30 | 山形テレビ   | 山形県     | 『イニミニマニモ』枠内 |
| 2022年10月30日 - 2023年1月22日 | 日曜 6:45 - 6:50 | 鹿児島テレビ | 鹿児島県   | [ 59 ]                 |
| 2022年11月1日 - 2023年1月24日  | 火曜 7:00 - 7:30 | テレビ和歌山 | 和歌山県   | 『イニミニマニモ』枠内 |
| 2022年11月6日 - 2023年1月29日  | 日曜 5:30 - 5:36 | BSテレ東     | 日本全域   | BS/BS4K放送 /          |

## 映画

### とびだせ！ならせ！ PUI PUI モルカー
2021年7月22日より、劇場版『とびだせ！ならせ！ PUI PUI モルカー』と題し、テレビシリーズ全12話を3D・MX4Dで一挙上映（一部劇場は2D上映）。配給はTOHO animation。
数量限定の入場者特典として、キャラクターがデザインされた音の鳴るボール「ならせ！モルカーボール」がプレゼントされた。
興行通信社の調査による7月24日・25日の「全国映画動員ランキング」で初登場第9位を記録した。
当初は2週間限定での公開予定だったが、一部の映画館で延長上映が決まり、8月6日よりセカンド上映もされた。

### ならせ！PUI PUI モルカー ＋ DRIVING SCHOOL 予習編
2022年9月23日より、劇場版『ならせ！PUI PUI モルカー ＋ DRIVING SCHOOL 予習編』を上映。第1期全12話に加え、第2期の第1話・第2話を順次先行上映（2D上映）。入場者特典には新デザインの「ならせ！モルカーボール2022」がプレゼントされる。こちらも当初は2週間限定での公開予定だったが、一部の映画館で延長上映された。

### PUI PUI モルカー ザ・ムービー MOLMAX
2024年1月23日、完全新作アニメ映画『PUI PUI モルカー』（仮）の製作が発表された。こちらはテレビシリーズ本編と違いCGアニメである。監督はまんきゅうで、柿原優子が脚本を手掛ける。また、見里は総監修として参加する。後に正式タイトルが『PUI PUI モルカー ザ・ムービー MOLMAX』に決定し、ゲスト声優として相葉雅紀、大塚明夫の出演が発表された。

## 関連商品

### DVD / Blu-ray
本編全12話を収録し、DVD・BDどちらも本編をエンドレスリピート再生する機能が備わっている。
| 発売日        | 規格品番  | 規格品番  |
| 発売日        | BD限定版  | DVD       |
| ------------- | --------- | --------- |
| 2021年7月28日 | BCXA-1637 | BCBA-5085 |

### サウンドトラック
2021年6月16日発売。DISC1にはテーマ曲およびテレビアニメ各話の本編音源を話数ごとに収録、DISC2には本編で使用された約90曲の全楽曲とポテト、アビー、テディ、シロモ、チョコの「めざましボイス」を収録。同年3月31日0時にはCDの発売に先駆け、全世界でDISC1の収録内容が先行配信された。
| 全作曲: 小鷲翔太。 |                                    |       |            |      |
| #                  | タイトル                           | 作詞  | 作曲・編曲 | 時間 |
| 1.                 | 「モルカーのテーマ」               |       | 小鷲翔太   | 0:10 |
| 2.                 | 「渋滞はだれのせい？」             |       | 小鷲翔太   | 2:30 |
| 3.                 | 「銀行強盗をつかまえろ！」         |       | 小鷲翔太   | 2:30 |
| 4.                 | 「ネコ救出大作戦」                 |       | 小鷲翔太   | 2:30 |
| 5.                 | 「むしゃむしゃおそうじ」           |       | 小鷲翔太   | 2:30 |
| 6.                 | 「プイプイレーシング」             |       | 小鷲翔太   | 2:30 |
| 7.                 | 「ゾンビとランチ」                 |       | 小鷲翔太   | 2:32 |
| 8.                 | 「どっきり？スッキリ！」           |       | 小鷲翔太   | 2:22 |
| 9.                 | 「モルミッション」                 |       | 小鷲翔太   | 2:30 |
| 10.                | 「すべってサプライズ」             |       | 小鷲翔太   | 2:21 |
| 11.                | 「ヒーローになりたい」             |       | 小鷲翔太   | 2:31 |
| 12.                | 「タイムモルカー」                 |       | 小鷲翔太   | 2:30 |
| 13.                | 「Let's！モルカーパーティー！」    |       | 小鷲翔太   | 2:29 |
| 14.                | 「モルカーのテーマ」(エンディング) |       | 小鷲翔太   | 0:09 |
| 合計時間:          | 合計時間:                          | 30:04 |            |      |

| 全作曲: 小鷲翔太。 |                                                   |       |            |      |
| #                  | タイトル                                          | 作詞  | 作曲・編曲 | 時間 |
| 1.                 | 「渋滞はだれのせい? - タイトルジングル」          |       | 小鷲翔太   | 0:09 |
| 2.                 | 「なんだろう? 1」                                 |       | 小鷲翔太   | 0:17 |
| 3.                 | 「モルDM」                                        |       | 小鷲翔太   | 0:19 |
| 4.                 | 「なんだろう? 2」                                 |       | 小鷲翔太   | 0:21 |
| 5.                 | 「せつめいします」                                |       | 小鷲翔太   | 0:10 |
| 6.                 | 「どうしよう」                                    |       | 小鷲翔太   | 0:19 |
| 7.                 | 「走れモルカー!」                                 |       | 小鷲翔太   | 0:56 |
| 8.                 | 「銀行強盗をつかまえろ! - タイトルジングル」      |       | 小鷲翔太   | 0:07 |
| 9.                 | 「平和なまいにち!」                               |       | 小鷲翔太   | 0:20 |
| 10.                | 「強盗とパトモルカー!」                           |       | 小鷲翔太   | 0:45 |
| 11.                | 「カーチェイス」                                  |       | 小鷲翔太   | 0:40 |
| 12.                | 「強盗のアジト」                                  |       | 小鷲翔太   | 0:22 |
| 13.                | 「パトモルカーの突入!」                           |       | 小鷲翔太   | 0:18 |
| 14.                | 「平和なまいにち 2」                              |       | 小鷲翔太   | 0:17 |
| 15.                | 「ネコ救出大作戦 - タイトルジングル」             |       | 小鷲翔太   | 0:10 |
| 16.                | 「ネコこわい 1」                                  |       | 小鷲翔太   | 0:12 |
| 17.                | 「大さわぎ 1」                                    |       | 小鷲翔太   | 0:11 |
| 18.                | 「ネコこわい 2」                                  |       | 小鷲翔太   | 0:09 |
| 19.                | 「大さわぎ 2」                                    |       | 小鷲翔太   | 0:08 |
| 20.                | 「暑いからパフェで冷やしちゃおう」                |       | 小鷲翔太   | 0:37 |
| 21.                | 「大さわぎ 3」                                    |       | 小鷲翔太   | 0:29 |
| 22.                | 「モルバカンス」                                  |       | 小鷲翔太   | 0:13 |
| 23.                | 「むしゃむしゃおそうじ - タイトルジングル」       |       | 小鷲翔太   | 0:06 |
| 24.                | 「ほのぼの 1」                                    |       | 小鷲翔太   | 0:17 |
| 25.                | 「ほのぼの 2」                                    |       | 小鷲翔太   | 0:11 |
| 26.                | 「むしゃむしゃドライブ！」                        |       | 小鷲翔太   | 1:01 |
| 27.                | 「ぎゅるぎゅる」                                  |       | 小鷲翔太   | 0:10 |
| 28.                | 「大さわぎ 4」                                    |       | 小鷲翔太   | 0:15 |
| 29.                | 「3、2、1、発射!」                                |       | 小鷲翔太   | 0:19 |
| 30.                | 「スッキリ〜」                                    |       | 小鷲翔太   | 0:07 |
| 31.                | 「プイプイレーシング - タイトルジングル」         |       | 小鷲翔太   | 0:07 |
| 32.                | 「いちについて」                                  |       | 小鷲翔太   | 0:17 |
| 33.                | 「レーススタート!」                               |       | 小鷲翔太   | 0:33 |
| 34.                | 「一方そのころ」                                  |       | 小鷲翔太   | 0:12 |
| 35.                | 「白熱のレース」                                  |       | 小鷲翔太   | 0:34 |
| 36.                | 「悲しみのモルカー 1」                            |       | 小鷲翔太   | 0:23 |
| 37.                | 「優勝賞品」                                      |       | 小鷲翔太   | 0:16 |
| 38.                | 「悲しみのモルカー 2」                            |       | 小鷲翔太   | 0:16 |
| 39.                | 「みんなでゴール!」                               |       | 小鷲翔太   | 0:06 |
| 40.                | 「ゾンビとランチ - タイトルジングル」             |       | 小鷲翔太   | 0:06 |
| 41.                | 「ゾンビ襲来!」                                   |       | 小鷲翔太   | 0:25 |
| 42.                | 「一転攻勢 1」                                    |       | 小鷲翔太   | 0:21 |
| 43.                | 「一転攻勢 2」                                    |       | 小鷲翔太   | 0:23 |
| 44.                | 「ハンバーガーはおれのもん」                      |       | 小鷲翔太   | 0:13 |
| 45.                | 「仲良くわけましょう」                            |       | 小鷲翔太   | 0:12 |
| 46.                | 「ペール・ギュント 第一組曲 作品46 第一曲「朝」」 |       | 小鷲翔太   | 0:26 |
| 47.                | 「ゾンビになっちゃった!」                         |       | 小鷲翔太   | 0:15 |
| 48.                | 「逃げろ!」                                       |       | 小鷲翔太   | 0:15 |
| 49.                | 「どっきり?スッキリ! - タイトルジングル」         |       | 小鷲翔太   | 0:07 |
| 50.                | 「トレジャーモルカーのテーマ」                    |       | 小鷲翔太   | 0:27 |
| 51.                | 「冒険のあかし」                                  |       | 小鷲翔太   | 0:08 |
| 52.                | 「いきますよ 1」                                  |       | 小鷲翔太   | 0:11 |
| 53.                | 「ガーン! 1」                                     |       | 小鷲翔太   | 0:12 |
| 54.                | 「いきますよ 2」                                  |       | 小鷲翔太   | 0:12 |
| 55.                | 「旅立ちの前に」                                  |       | 小鷲翔太   | 0:20 |
| 56.                | 「いざ冒険!」                                     |       | 小鷲翔太   | 0:48 |
| 57.                | 「モルミッション - タイトルジングル」             |       | 小鷲翔太   | 0:06 |
| 58.                | 「囚われのモル」                                  |       | 小鷲翔太   | 0:15 |
| 59.                | 「ヘリコプターで来た」                            |       | 小鷲翔太   | 0:24 |
| 60.                | 「ミッション開始!」                               |       | 小鷲翔太   | 0:32 |
| 61.                | 「脱出するぞ！」                                  |       | 小鷲翔太   | 0:27 |
| 62.                | 「BATTLE」                                        |       | 小鷲翔太   | 0:39 |
| 63.                | 「まさか!?」                                      |       | 小鷲翔太   | 0:11 |
| 64.                | 「MISSION COMPLETE」                              |       | 小鷲翔太   | 0:06 |
| 65.                | 「すべってサプライズ - タイトルジングル」         |       | 小鷲翔太   | 0:08 |
| 66.                | 「雪の日」                                        |       | 小鷲翔太   | 0:37 |
| 67.                | 「すべっておどって」                              |       | 小鷲翔太   | 0:48 |
| 68.                | 「つるんつるん」                                  |       | 小鷲翔太   | 0:11 |
| 69.                | 「モルスウィング」                                |       | 小鷲翔太   | 0:51 |
| 70.                | 「ヒーローになりたい - タイトルジングル」         |       | 小鷲翔太   | 0:07 |
| 71.                | 「いつかはヒーロー」                              |       | 小鷲翔太   | 0:37 |
| 72.                | 「ガーン! 2」                                     |       | 小鷲翔太   | 0:10 |
| 73.                | 「魔法天使もるみのテーマ」                        |       | 小鷲翔太   | 0:24 |
| 74.                | 「ガーン! 3」                                     |       | 小鷲翔太   | 0:12 |
| 75.                | 「ピンチ!変身してたすけなきゃ!」                  |       | 小鷲翔太   | 0:48 |
| 76.                | 「タイムモルカー - タイトルジングル」             |       | 小鷲翔太   | 0:08 |
| 77.                | 「いにしえの地へ 1」                              |       | 小鷲翔太   | 0:19 |
| 78.                | 「タイムモルカーのテーマ 1」                      |       | 小鷲翔太   | 0:10 |
| 79.                | 「あやしくないよ」                                |       | 小鷲翔太   | 0:13 |
| 80.                | 「いにしえの地へ 2」                              |       | 小鷲翔太   | 0:16 |
| 81.                | 「侵入者だ!」                                     |       | 小鷲翔太   | 0:13 |
| 82.                | 「古代モルカーのテーマ」                          |       | 小鷲翔太   | 0:23 |
| 83.                | 「寒い」                                          |       | 小鷲翔太   | 0:10 |
| 84.                | 「タイムモルカーのテーマ 2」                      |       | 小鷲翔太   | 0:51 |
| 85.                | 「Let's モルカーパーティー! - タイトルジングル」  |       | 小鷲翔太   | 0:07 |
| 86.                | 「おつかれさま 1」                                |       | 小鷲翔太   | 0:37 |
| 87.                | 「パーティタイム! 1」                             |       | 小鷲翔太   | 0:44 |
| 88.                | 「モルDJ」                                        |       | 小鷲翔太   | 0:20 |
| 89.                | 「パーティタイム! 2」                             |       | 小鷲翔太   | 0:16 |
| 90.                | 「おはよう?」                                     |       | 小鷲翔太   | 0:12 |
| 91.                | 「おつかれさま 2」                                |       | 小鷲翔太   | 0:11 |
| 92.                | 「<めざましボイス>おはよう! - ポテトver.」        |       | 小鷲翔太   | 0:07 |
| 93.                | 「<めざましボイス>おはよう! - アビーver.」        |       | 小鷲翔太   | 0:08 |
| 94.                | 「<めざましボイス>おはよう! - テディver.」        |       | 小鷲翔太   | 0:07 |
| 95.                | 「<めざましボイス>おはよう… - シロモver.」        |       | 小鷲翔太   | 0:07 |
| 96.                | 「<めざましボイス>おはよう… - チョコver.」        |       | 小鷲翔太   | 0:07 |
| 合計時間:          | 合計時間:                                         | 30:59 |            |      |

### 書籍
監修：見里朝希、シンエイ動画
- 『PUI PUI モルカー ストーリーブック』フレーベル館、テレビアニメ各話を絵本化。
  - 「PUI PUI モルカー 渋滞はだれのせい?」2021年4月13日、ISBN 978-4-5770-4980-8
  - 「PUI PUI モルカー 銀行強盗をつかまえろ!」2021年8月6日、ISBN 978-4-5770-4982-2
  - 「PUI PUI モルカー ネコ救出大作戦」2022年4月15日、ISBN 978-4-5770-5063-7
  - 「PUI PUI モルカー むしゃむしゃおそうじ」2022年8月5日、ISBN 978-4-5770-5064-4
- 『PUI PUI モルカー モルだくさん! 公式キャラクターブック』フレーベル館、2021年5月21日。ISBN 978-4-5770-4981-5。
  - ポテトたちモルカー、アニメの名場面、製作の裏側などを紹介。
- 『PUI PUI モルカー おてがみだいすきブック』講談社、2021年7月5日、ISBN 978-4-0652-4533-0
  - 全ページオリジナルデザインのレターセット。
- 『公式 PUI PUI モルカー図鑑』WAVE出版、2021年8月16日。ISBN 978-4-8662-1356-9。
  - 43体分のキャラクター紹介と、絵コンテを掲載。
- 『PUI PUI モルカー マグネットえほん』講談社、2021年9月10日、ISBN 978-4-0652-4570-5
  - モルカーを貼ったりはがしたり、自由に動かして遊べるマグネット絵本。
- 『PUI PUI モルカーのプイプイハンドメイド』主婦と生活社、2021年9月10日、ISBN 978-4-3911-5617-1
  - モルカーの羊毛フェルト、マスコット、編みぐるみ、刺繡などの作り方、キャラ弁など料理のレシピを掲載。
- 『PUI PUI モルカー と あそぼうブック』フレーベル館、2021年10月19日、ISBN 978-4-5770-5009-5
  - 迷路、クイズ、絵探し、間違い探し、パズル、占いなど15のゲームととじ込み付録がついたアクティビティブック。
- 『PUI PUI モルカー いつでもどこでもモルカーポーチBOOK』宝島社、2021年10月27日（ローソン・HMV）、2021年11月1日（書店）、ISBN 978-4-2990-2053-6
  - マルチに使えるモルカー（ポテト）型ポーチ付きの本。ポーチの内側にファスナー付きメッシュポケットや縦長のペンホルダーがついている。
- 『PUI PUI モルカー かるた』フレーベル館、2021年11月12日、ISBN 978-4-5770-5010-1
  - アニメの名シーンをあいうえおかるた化。かるたの絵札を裏返すと、自分だけの道路を作れる対戦ゲーム「ならべて! つなげて! モルカーどうろゲーム」になる。
- 『PUI PUI モルカー ストーリーズ モフモフなおはなし、あつめました』[75]、小学館ジュニア文庫スペシャル、2021年11月12日、著 / 佐藤結、ISBN 978-4-0923-1387-3
  - アニメ全話のノベライズ（オールカラー）。紙書籍版にはシールが付属。
- 『PUI PUI モルカー ペーパークラフトブック』[76]、小学館ワンダーライフスペシャル、2021年12月7日、ISBN 978-4-0910-6625-1
  - はさみ不要のペーパークラフト、カードなどが作れるペーパークラフトブック。
- 『PUI PUI モルカー えあわせカードブック』講談社、2022年2月14日、ISBN 978-4-0652-7098-1
  - 3つに分かれた全18台のモルカーのカードをめくってモルカーを完成させる絵合わせカードブック。作れるモルカーは全1458パターン。
- 『THE ART OF PUI PUI MOLCAR』徳間書店、2022年3月25日。ISBN 978-4-1986-5454-2。（通常版）、2022年2月28日（限定版）
  - 初期設定、デザイン画、絵コンテ、パペット・美術造形、アニメート、撮影メイキングなど、制作過程を網羅した公式アートブック。
  - 一般販売に先駆け、2021年11月25日からシンエイONLINE STORE限定特典付き『THE ART OF PUI PUI MOLCAR』の先行受注を開始した。特典はモルカー声優・つむぎの声4種が収録されたボイスラバーストラップ。
- 『PUI PUI モルカー ミニコレクション』フレーベル館、手のひらサイズの絵本でモルカーを紹介。
  - 「ポテト」2022年6月17日、ISBN 978-4-5770-5065-1
  - 「シロモ」2022年6月17日、ISBN 978-4-5770-5066-8
  - 「アビー」2022年10月21日、ISBN 978-4-5770-5067-5
  - 「テディ」2022年10月21日、ISBN 978-4-5770-5068-2
  - 「チョコ」2022年10月21日、ISBN 978-4-5770-5069-9
- 『PUI PUI モルカー を さがせ!』フレーベル館、2022年11月24日、ISBN 978-4-5770-5070-5
  - 『PUI PUI モルカー』の世界が描かれたイラストの中からポテトや仲間たちを探して遊ぶ絵本。イラストは公式イラストレーター・まついあやの描き下ろし。
- 『PUI PUI モルペディア』2023年4月
  - 『PUI PUI モルカー』と『PUI PUI モルカー DRIVING SCHOOL』に登場する全モルカーを網羅したキャラクターブック。

### アプリゲーム
PUI PUI モルカー もぐもぐパーキング
2021年8月13日配信開始。基本プレイ無料のAndroid/iOS用カジュアルアクションゲーム（パズル）。ギャザリングホールディングスとグッドラックスリーの2社共同開発。
内容はパーキングにひしめくモルカーたちをうまく動かして脱出させるという、ステージクリア型のパズルゲームとなっている。また、ゲーム内で獲得できる「モルコイン」を使って「モルガチャ」を回し、色々なモルカーを獲得することができる。獲得したモルカーは「モルカーずかん」に登録されて詳しい情報を見ることができ、「モルランド」に行くと獲得したモルカーたちが色々な場所で過ごしている様子を見ることができる。
また、「VIPモード」を購入すると数ステージごとに表示される動画広告がなくなるが、完全に消えるわけではなく、チャレンジモードの再プレイなどの一部機能では購入後も広告が表示される。
ゲーム内の3Dキャラクターモデルは見里朝希が監修している。
トラブル
ゲーム内で表示される広告の中には過激なものが表示される可能性もあり、一部のユーザーからは子供への悪影響を心配する声や、広告内容の精査をするよう要望が挙がっている。
このことに関して開発を担当したグッドラックスリーは、J-CASTニュースの取材に対して非常に申し訳ない思いと陳謝しつつ、広告の内容に関しては複数の広告配信会社を通じて出稿しているため基本的には関与しておらず、意図して流しているわけではないと釈明している。
また、広告はインターネットの行動履歴や位置情報、年齢などのデータを基に、ユーザーの趣味・嗜好に合わせて配信する「行動ターゲティング広告」という手法が使われており、開発側がすべての広告をチェックするのは現実的に難しいと対策の難しさを明かしている。
PUI PUI モルカー シャカシャカウォッシュ
2021年11月8日配信。Android/iOS用有料アプリ。未就学児の歯みがきをサポートする目的で開発された。端末内蔵のカメラで歯みがきをするユーザーの姿を読み取ることで、画面に写るモルカーの汚れを落としていく。
あつまれモルカー！PUI PUI パズル
2021年12月8日配信。基本プレイ無料のAndroid/iOS用パズルゲーム。開発は株式会社GOODROID。
略称は『ぷいパズ』。同じ種類のモルカーを指でなぞって集める、ステージクリア型のパズルゲーム。ステージごとに決まった課題を既定のターン数以下で達成できればクリアとなる。モルカーにはそれぞれスキルが存在し、発動させることでパズルの手助けとなる。ストーリー的にはポテト、シロモ、アビー、チョコ、テディが「野菜パーティ」を開くために、仲間集めの冒険に出発するところから始まる。ゲームアイテムの「サラダ」をあげることでモルカーを育成できる機能や、インテリアで部屋をカスタマイズする機能があり、集めたモルカーの姿を見ることができる。インテリアはモルマネーで入手することができる。また、季節に合わせたゲーム内のイベントがあり、それに合わせた本作オリジナルのコスチュームのモルカーやゲストキャラクターも登場する。各エリアの最後にはボスキャラクターとして覆面の悪いやつら、テディのドライバー、DJモルカーのドライバー、悪いやつらのオヤブンが待ち構える。
2022年2月から新機能「なぞの立体駐車場」が登場しており、開放されている全てのステージをクリアするとマップ上に出現する。過去の様々なステージをプレイしながらフロアを進んでいき、フロアが上がるごとにモルマネーを入手できる。
PUI PUI モルカー どきどきDRIVING SCHOOL
2022年12月27日配信開始。基本プレイ無料のAndroid/iOS用カジュアルレーシングアクション。ギャザリングホールディングスとグッドラックスリーの2社共同開発。
アニメ『PUI PUI モルカー DRIVING SCHOOL』のゲーム化であり、アニメ同様ドライビングスクールを舞台にしている。モルカーを操作してドライビングスクール内のコースを走行しながらニンジンを集め、仲間のモルカーと共にゴールを目指すステージクリア型のゲームとなっている。コース内には障害物の他、クイズや絵合わせを行いニンジンを獲得する「もるみチャンス」などのギミックが存在する。ステージを進めることでレースゲーム「PUI PUI グランプリ」に参加することができ、1位を取ることで「モルガチャ」機能で新しいモルカーを獲得することができる。また、「モルチェキっ!」機能で獲得したモルカーたちを使って自分だけのオリジナルフォトを作成し、SNSに投稿することができる。
PUI PUI モルカー モルグランプリ ～ぷいっとRPG～

### ゲームソフト
PUI PUI モルカー Let's!モルカーパーティー!
バンダイナムコエンターテインメントより2021年12月16日に発売されたNintendo Switch用パーティーゲーム。「モルタウン」にやってきたポテトたちが、ミニゲームを攻略してまちを発展させていく。ミニゲームは10種類で、最大4人までプレイ可能。また、総勢40台以上のモルカーが登場し、まちではふれあいや着せ替えなどを楽しむことができる。

## イベント
PUI PUI モルカーTOWN
全国5都市のパルコでの巡回展。実際に撮影で使用されたパペットや、第9話セットの再現ジオラマの展示のほか、実寸大モルカーに乗って記念撮影ができるフォトスポットが設置される。
- 渋谷PARCO：2021年7月16日 - 8月1日
- 浦和PARCO：2021年8月6日 - 8月23日
- 名古屋PARCO：2021年9月3日 - 9月26日
- 福岡PARCO：2021年10月1日 - 10月17日
- 広島PARCO：2021年12月3日 - 12月19日

Mogu Mogu モルカー RESTAURANT
“ファミリーレストラン”をコンセプトにしたコラボカフェで、テレビアニメ全12話をモチーフにしたメニューを展開。
- 東京：2021年9月2日 - 10月17日、TOKYO BOX cafe&space 東京ソラマチ店
- 大阪：2021年9月2日 - 10月9日、#702 CAFE&DINER なんばパークス店
- 静岡：2021年9月8日 - 10月11日、kawara CAFE KITCHEN 静岡 PARCO店
- 宮城：2021年9月10日 - 10月11日、GabuLIcious 仙台店

## 反響
同作は子供向け番組のコーナーアニメでありながらも、口コミからTwitter上で話題となったほか、インターネット上では考察やファンアートが投稿されるなどの盛り上がりを見せた。
『ファミ通』の小林白菜は作品の魅力として、モルカーたちのかわいらしさに加え、ダイナミックなカメラワーク、起伏に富んだ物語などを挙げており、「作品としての完成度の高さがあるからこそ、人気が出たのではないか」と推測しており、1話辺りの時間が2分40秒と短かったために視聴者が気軽に繰り返し見たくなる魅力につながっていると話している。
また、小林はTwitter上での反響が爆発的に広がった理由として、モルカーが車であるがゆえに様々なファンアートを作りやすかったことを挙げている。
教育評論家の尾木直樹は「セリフがないアニメで、音楽や動き、表情の中から物語性を読み解いていくことは、子供の想像力を刺激する」「メッセージは、ひと言も言葉では説明されていない。教育の視点で見ると非常にいいこと」と評価し、本作に夢中になる大人に対し「コロナ禍に疲れた世相の影響も大きいのではないか」と分析している。
アニメーション史研究家の原口正宏は「モルカーの質感・仕草やけなげな姿、意表をつくストーリー展開、ハリウッド映画のパロディ満載の遊び心、優しい飼い主との心温まる交流、軽率で愚かな人間たちによって引き起こされる事件と、毒を効かせた社会風刺など本作の面白さを挙げていくとキリがないが、それらは全てスタッフの丹念な仕事によって『造形』された人形や小道具、舞台などの『そこに在る、さわろうと思えばさわれる実感』という3DCGでは味わえないストップモーションならではの本質的な魅力と結び合っている」と評している。
複数のメディアからは、視聴者にものの見方を考えさせる点が評価されている。
本作は海外展開されており、台湾では『PUI PUI 天竺鼠車車』と題して2021年2月2日から台湾電視公司で週に32回も地上波放送されている他、2022年4月9日にNetflixフランス法人の公式Twitterが多くの「?」の文字とともに『PUI PUI モルカー』の第1話を投稿したことでフランスで注目を集め、多くの声が寄せられた。
第1期最終話である第12話が放送された翌週の3月30日には「モルカー13話」などのワードがTwitterでトレンド入りし、「モルカーロス」を癒やそうとする試みが広がった。イー・ガーディアンによる、Twitterで頻繁に使用されたフレーズの独自調査「SNS流行語大賞2021」（調査期間：2021年1月1日 - 11月12日）ではアニメ・漫画部門の1位となり、Twitter上での本作の感想の一つ「人間は愚か」も全体のTOP 10入りしている。
「ガジェット通信 アニメ流行語大賞」では2021年の上半期および2021年の年間で「モルカー / PUI PUI」が金賞に選出されている。
2022年3月、第25回文化庁メディア芸術祭アニメーション部門の「ソーシャル・インパクト賞」を受賞した。審査委員の大山慶は、「贈賞理由」の中で「作者の商業アニメーション初監督作品となる子ども向けの短いテレビ番組が、口コミとネット配信により多くの層に届き支持されたことは、社会と映像業界に大きなインパクトを与えた」と述べている。